# Роберт Болт
Роберт Болт (англ. Robert Bolt; 15 серпня 1924 —21 лютого 1995) — британський сценарист, драматург, режисер та актор.

## Молоді роки
Роберт Окстон Болт народився 15 серпня 1924 року в містечку Сейл на північному заході Англії. Він був сином дрібного крамаря і отримав суворе методичне виховання. У неділю він мав ходити до церкви тричі. Коли Роберту виповнилося 16, його батько сказав, що хлопець може вже сам обирати свій шлях у житті, на що син відповів, що більше нізащо не повернеться до церкви. Батько погодився із цим, сказавши, що й сам би ніколи не повернувся.

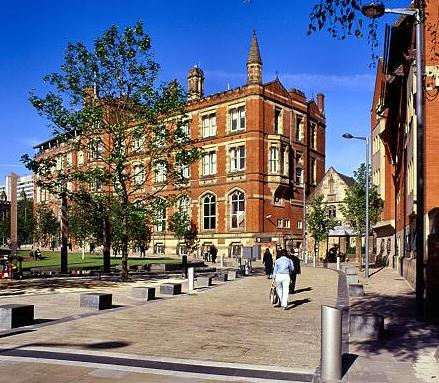
Манчестерська школа, яку відвідував Болт

У юні роки Роберт Болт відвідував Манчестерську школу. По закінченні він знайшов роботу у страховій конторі, та згодом залишив її, щоб вступити до Університету Манчестера. Там він здобував науковий ступінь з історії. Після військової служби у Британських повітряних силах Болт продовжив навчання в Університеті Ексетера в Девоні.
1948 року він вперше одружився. А через два роки влаштувався викладачем англійської мови та історії до престижної Мілфілдської школи у Сомерсеті. Там він пропрацював вісім років.
У вільний час Роберт полюбляв писати сценарії для радіопостановок та театральних виступів. Їх включали до ефіру, та особливої уваги вони не привертали. Лише 1957 року, коли він написав сценарій до п'єси «Квітуча вишня», ім'я Болта стало відомим. У театрі «Haymarket Theatre» пройшло понад 400 вистав. А після цього вона перейшла на Бродвей.
Двома наступними роботами Роберта Болта стали п'єси «Тигр та кінь» та «Людина на всі часи». Остання також здобула неабиякої популярності. Вона з успіхом шла у Вест-Енді та на Бродвеї, а виконавець головної ролі, Пол Сколфілд, відразу став зіркою. Талант сценариста привернув увагу продюсера Сема Шпігеля. Він найняв Болта, щоб той повністю переробив сценарій Майкла Вілсона до фільму «Лоуренс Аравійський», який зібрався знімати Девід Лін. Це стало початком успішної кінокар'єри Роберта Болта.

## Кінокар'єра
Переписавши сценарій «Лоуренса Аравійського», Болт потрапив за ґрати через те, що відкрито протестував проти поширення ядерної зброї. Він відмовився підписати зобов'язання більше не займатися подібною діяльністю і був засуджений до місяця ув'язнення. Сем Шпігель за два тижні умовив його підписати вимоги, та Роберт хоча і зробив це, згодом гірко шкодував, і до кінця зйомок відмовлявся говорити зі Шпігелем.
Сценарій цього фільму був номінований на «Оскар». Та того разу Болт цю нагороду не отримав. Однак Британська кіноакадемія була впевнена, що саме він є найкращим сценаристом минулого року, і вручила Болту власну премію BAFTA.
За три роки вийшов наступний фільм за сценарієм британця. Ним стала екранізація роману Бориса Пастернака «Доктор Живаго». Критиками відмічався характерний для Болта стиль оповідання та діалогів: людяний, короткий та виразний. Продовжилася також співпраця Роберта із режисером Девідом Ліном та актором Омаром Шарифом.
1966 року студія Highland Films екранізувала «Людину на всі часи». Головну роль, як і в театрі, зіграв Пол Сколфілд. Болт другий рік поспіль отримував «Оскар» та «Золотий глобус» за найкращий адаптований сценарій.
1969 року Болт брав участь в допрацюванні сценарію радянсько-італійської стрічки Червоний намет. Після того як Юрій Нагібін відмовився від співраці з продюсером, Франко Крістальді запросив на роль сценаристів Енніо де Кончіні та Роберта Болта. У розповіді драматичної історії подорожі Умберто Нобіле участь Болта особливо помітна у фінальній сцені. Саме він ввів у заключний діалог фразу про «гарячу ванну», тим самим знизивши пафосність сценарію та чудово збалансувавши закінчення фільму.
«Дочка Райяна» стала першою картиною, до якої Роберт Болт написав оригінальний сценарій. Це було оповідання про дівчину Розі, одружену дочку ірландського трактирника, яка під час Першої світової війни заводить роман із молодим британським офіцером. Фільм знову знімав давній знайомий Роберта — Девід Лін.
1972-го Болт зняв фільм для своєї другої дружини Сари Майлз. Він став автором мелодраматичної стрічки «Леді Кароліна Лем», в основу якої легли реальні історичні факти. Роберт, виступаючи одночасно як сценарист і режисер, розповідає глядачеві історію кохання леді Кароліни до молодого лорда Байрона.
1979-го разом із Болтом Девід Лін зняв короткометражний фільм для телебачення — «Загублений і знайдений: історія якоря кока». В цьому році Болт пережив серцевий напад та інсульт.
Повернувся Роберт до роботи лише у 1984 році, коли зайнявся сценарієм «Баунті». Стрічка стала п'ятою кіноверсією подій 1789 року, коли весь офіцерський склад корабля після відплиття з Таїті було залишено командою посеред океану. Головні ролі в цьому фільмі виконали Ентоні Гопкінс, Мел Гібсон та Лоуренс Олів'є. Сценарій фільму заслужив особливої уваги за досить точне відображення реалій XVIII сторіччя.
Останнім фільмом за сценарієм Болта, що вийшов на широкий екран, стала стрічка «Місія». Дія фільму відбувається також у XVIII столітті, та цього разу — у горах Латинської Америки. Історія про єзуїтського священика, який намагається нести християнство корінним індіанцям отримала сім номінацій на «Оскара», хоча й виграла лише одну.
1988-го вийшла телевізійна версія фільму «Людина на всі часи», 1991-го — телеп'єса «Без попередження», в якій розповідається про замах на життя президента Рейгана, в результаті якого найважче постраждав його секретар Джеймс Брейді. Спочатку Болт не мав наміру братися за цей сценарій, та після кількох зустрічей із реальним Брейді змінив свою думку.

## Особисте життя
1948 року Роберт Болт побрався із Селією Енн Робертс. У подружжя народилося троє дітей: Саллі, Бен та Джоанна. Разом вони прожили п'ятнадцять років, і 1963 року розійшлися.
1967 Болт одружився із Сарою Майлз — британською акторкою, яка була молодшою від нього на 17 років. Шлюб тривав вісім років. За цей час Сара народила Роберту четверту дитину — сина Тома. 1975 вони розійшлися. Сара після цього не виходила заміж, а Роберт у 1980 році одружився з Енн Квінсберрі. Проживши із нею п'ять років, він розлучився. А 1988 знов повернувся до Сари. Пара одружилася вдруге. Цей шлюб тривав до самої смерті Роберта у 1995 році.

## Сценарист
- 1962 — Лоуренс Аравійський
- 1965 — Доктор Живаго
- 1966 — Людина на всі часи
- 1969 — Червоний намет
- 1970 — Дочка Райяна
- 1972 — Леді Кароліна Лем
- 1984 — Баунті
- 1986 — Місія

## Режисер
- 1972 — Леді Кароліна Лем

## Актор
- 1962 — Лоуренс Аравійський — офіцер із трубкою, що дивиться на Лоуренса

## Цікаві факти
- Роберт Болт був близьким другом Франко Неро.